# قلندرنامه
قلندرنامهنام آثار مختلف عرفانی است. در میان قلندرنامه‌ها، قلندرنامه خواجه عبدالله انصاری (رساله قلندرنامه) و قلندرنامه صوفی ابوبکر قلندر رومی دارایی معروفیت بیشتری هستند.

## قلندرنامه خواجه عبدالله انصاری[۱]
این رساله به نثر مسجعی که خاص خواجه عبدالله انصاری است تألیف شده و مؤلف در آن از راه وصول به حق و حقیقت مطالبی بیان داشته‌است. (عبدالله انوار)

#### آغاز کتاب
سپاس و ستایش مر آن خداوندی را که آفریننده زمین و زمانست و گشاینده حلق و گویا کننده زفانست. چنین گوید مصنف این عبارت که دل داده به غارت پیر فقیر بازاری عبدالله انصاری: در اوایل تحصیل که می‌جستم دلایل تفصیل

#### انجام کتاب
ور غنا جویی ز مردم پیر انصاری تو دور ** قانع و راضی ز حق بر قسمت هر روزه باش؛ تم الکتاب و ربنا محمود ** و له العلی و المکارم و الجود پایان بر اساس نسخه بدلها: و اگر نه درمانی به حسرت تمام و رنج مدام و بلای ناگاه.

## قلندرنامه ابوبکر قلندر رومی
منظومه عرفانی – آموزشی و میراث منحصر به فرد ادبیات فارسی است. این اثر در قرن چهاردهم میلادی، در زمانی که اسلام به عنوان دین رسمی شناخته شد، توسط صوفی ابوبکر قلندر رومی در کریمه نوشته شده‌است.
این کتاب رساله منظومه دینی است که بخش‌های مختلف آن مربوط به پیغمبر اسلام، اهل بیت، اصحاب کرام، علمای اسلام و عارفین، عرفان اسلامی و طریقه صوفیانه، آداب و رسوم عرفانی و همچنین تاریخ مسلمان شدن سلاطین تاتار خصوصاً محمد ازبک خان، محمود جلال الدین جانی بیگ خان، امیر تغلوق تیمور و… می‌باشد.